# Гостиница
Гости́ница, оте́ль (от фр. hôtel) — здание для временного проживания. Гостиницы подразделяются на различные классы в соответствии с предоставляемыми услугами и оборудованием номеров. Историческое название недорогой гостиницы в России — постоялый двор.

## История гостиничной индустрии
Первоначально гостиницы возникли как постоялые дворы в населённых пунктах (или на развилках дорог) на пути следования важнейших транспортных маршрутов. Постоялые дворы в крупных городах существовали в странах Древнего мира. Само слово «гостиница» первоначально означало постоялый двор. Слово «отель», в конечном счёте, имеет источником французское hôtel, производное от hôte — «хозяин». В старину так называли обычный городской дом (hôtel particulier), в котором часто останавливались знатные персоны во время путешествий.
Увеличение числа путешественников в Новое время (развитие торговых отношений, колонизация) способствовало расширению гостиничной индустрии. Современный тип крупных гостиниц сложился в XIX веке, с началом промышленной революции.
На Руси предшественники первых гостиниц — «ямы» — появились в Средние века. Они располагались на расстоянии конного перехода друг от друга. В XV веке создаются почтовые станции, которыми ведал Ямской приказ.
В XVII веке в Московском государстве строятся гостиные, заезжие и постоялые дворы, рассчитанные на много перемещавшихся по стране купцов. В связи с ростом промышленного производства и расширением торговых связей в XVIII—XIX веках растёт население городов, открываются новые гостиницы. В 1910 году в России было 4 685 гостиниц, не считая постоялых дворов и трактиров с номерами. Неимущим служили ночлежки и меблированные комнаты. Все они принадлежали частным лицам и были коммерческими предприятиями.
Гостиные дворы, в отличие от обычных постоялых, представляли собой сложный торговый комплекс, объединявший торговые ряды (лавки и магазины), склады, помещения с гостиницами. В последних жили и совершали сделки иностранные гости. В допетровской Москве они расселялись по национальному признаку: отсюда немецкий, голландский, греческий, армянский, «аглицкий» и другие гостиные дворы. Наиболее крупные гостиные дворы обносили стенами и башнями с въездными воротами.
При советской власти все гостиницы были национализированы и переданы в ведение местных Советов. Коммунальные предприятия имели двойное подчинение: местные Советы народных депутатов решали вопросы развития гостиничной базы и планирования эксплуатационно-финансовой деятельности, а Министерства жилищно-коммунального хозяйства союзных республик разрабатывали, внедряли в гостиницах правила, нормативы, инструкции и контролировали работу местных коммунальных органов.
Для развития туризма в 1933 году государственное акционерное общество по иностранному туризму в СССР «Интурист» было объединено с Всесоюзным акционерным обществом «Отель» и получило в своё распоряжение сети гостиниц, ресторанов и автотранспорт.
К 1990 году «Интурист» сформировался как самостоятельная отрасль экономики страны. Он располагал 107 туристическими предприятиями на 54 тысячи мест.
В 1995 году мировая гостиничная индустрия обеспечила рабочими местами 11,3 млн человек.
По числу занятых, в расчёте на один гостиничный номер, лидировала Африка (3,3:1), за ней следовал Ближний Восток (2,5:1), в отелях Азии и Океании на тот момент было занято 2,9 млн человек — четверть обслуживающего персонала мировой гостиничной индустрии. Доля Европы не превышала 24 %, и на одного работника здесь в среднем приходилось два номера (1:2,1).
В 1996 году 40 стран мира располагали гостиничным фондом, превышающим 100 тыс. мест в каждой. Средний размер отелей несколько меньше в традиционных туристических странах по сравнению с теми, которые лишь недавно вышли на рынок и заявили о себе как о новых туристических направлениях.
В 1997 году в России имелось (% от общего числа):
- Муниципальных гостиниц — 1551 (31 %).
- Частных — 1420 (28 %).
- Гостиниц смешанной собственности (без иностранного участия) — 1232 (24 %).
- Ведомственных[6] — 818 (16 %).
- Гостиниц общественных организаций — 84 (2 %).
- Гостиниц в российской собственности с иностранным участием — 74 (1 %).

К 2021 году гостинично-туристический комплекс столицы России объединил 1718 гостиниц (без общежитий и гостиниц при рынках), более 3000 туристических фирм, 30 страховых компаний и более 300 автотранспортных предприятий.

## Классификация и исследования
Всемирная туристская организация (ВТО) предлагает несколько вариантов классификации средств размещения туристов и путешественников. Стандартная — все средства размещения делятся на две категории — коллективные и индивидуальные.
Несмотря на популярность брендов гостиничных сетей, преобладающее количество гостиниц никак не связаны с ними и действуют самостоятельно. Гостиничные бренды либо составляют единую сеть гостиниц, которые целиком принадлежат головной компании (напр. Hilton, Kempinski, Radisson, Swissôtel), либо передаются на основе франчайзинга частным владельцам, которые должны сами следить за соответствием своих гостиниц стандартам бренда (напр., Best Western). Франчайзинг и управление собственником являются полярными состояниями способа управления с точки зрения объёма юридических прав и доли участия в прибыли. Также существует способ управления на основе договора аренды.
Несколько небольших брендов могут объединяться в общую систему для того, чтобы расширить перспективы бронирования и обобщить маркетинг (напр., ассоциация Choice Hotels).
Американский журнал Hotels ежегодно публикует аналитический отчёт «Special Report: Hotels’ 325» по мировой индустрии гостеприимства и по его результатам объявляет победителя в номинациях по классам. Также списки и рейтинги крупнейших международных гостиничных групп и гостиниц публикуют издания Travel Trade Gazette, FVW International, а также консалтинговая компания MKG Group, в различных странах публикуются локальные рейтинги, например, в России рейтинги публикует агентство Эксперт РА. Исследования в области гостиничного бизнеса проводят также туристические агентства, например, такой деятельностью занимается PKF International. Результатом исследований становятся различные перечни, например, список крупнейших гостиниц мира и список самых высоких гостиниц мира.

### Звёздная система гостиниц
Стоимость и качество услуг гостиницы зависит от типа гостиницы. Благодаря туристическому буму последних десятилетий XX века стандарты качества обслуживания повсеместно существенно возросли. Для того, чтобы легче определить уровень гостиницы, была введена звёздная система классификации (от одной до пяти звёзд). В общих чертах такая классификация выглядит следующим образом:
1. Одна звезда (Cat D) — дешёвая гостиница с минимумом услуг (ежедневная уборка номеров не всегда в них входит). Все номера одного типа.
2. Две звезды (Cat C) — малобюджетная гостиница, также с минимумом услуг, но с обязательной ежедневной уборкой номеров. Один-два типа номеров.
3. Три звезды (Cat B) — гостиница среднего класса со стандартным набором услуг: ежедневная уборка номеров, санузел, телевизор, мини-бар или холодильник в каждом номере; на территории гостиницы имеются прачечная для постояльцев, бассейн, тренажёрный зал, бизнес-центр, место для предоставляемого гостиницей завтрака. Некоторые из этих услуг могут отсутствовать, в то же время могут быть другие. Наличие различных типов номеров (одноместные, двухкомнатные, для курящих, не курящих и так далее), а также наличие своей электрической подстанции на случай внепланового отключения света в городе.
4. Четыре звезды (Cat A) — гостиница высокого класса, предоставляющая все вышеуказанные услуги, а также специальные (вроде спа, массажей, наличие нескольких баров и ресторанов, конференц-залов). Цены на номера в таких гостиницах значительно выше средних.
5. Пять звёзд (Cat De Luxe) — гостиница класса люкс. Отличается обширным набором услуг, особенно эксклюзивных (напр., наличие частного гольф-клуба, вертолётной площадки, многокомнатных апартаментов с прислугой). Гостю уделяется персональное внимание, способствующее учёту всех его пожеланий. Цены на проживание, равно как и на дополнительные услуги, в номерах в таких гостиницах весьма высоки. Как правило, в эту категорию стремятся попасть все известные мировые отельные бренды и курортные отели. Несмотря на различие систем под «пятизвёздочным отелем» всегда понимается гостиница наивысшего сервиса.

До 1995 года в России не существовало системы классификации средств размещения, гармонизированной с международными. Каждое ведомство разрабатывало собственные стандарты для подчинённых ему предприятий. Московское городское объединение гостиниц определяло категорию отеля по прейскуранту К-05, разработанному Министерством жилищно-коммунального хозяйства РСФСР. В 1994 году принят ГОСТ «Гостиницы». Действующие по состоянию на 2010-е годы на территории Российской Федерации стандарты введены в 1995 году одновременно с процедурой сертификации туристических услуг и услуг гостиниц. Система распространялась на гостиницы и мотели, которые классифицируются по категориям от 1 до 5 звёзд. Классификация гостиниц в России в то время носила добровольный характер.
С 1 января 1999 года введён в действие стандарт ГОСТ, в котором установлена градация средств размещения во многом аналогичная стандартной классификации, разработанной экспертами ВТО.
По официальной системе классификации гостиниц в России проводит классификации НКО «Российская международная классификация гостиниц» с 7 августа 2007 года. В состав классификационной комиссии входят 79 официально сертифицированных экспертов.
С 1 июля 2011 года получение звёздной категории в аккредитованных организациях, осуществляющих классификацию объектов туристской индустрии, включающих гостиницы и иные средства размещения, горнолыжные трассы, пляжи, стало обязательным для всех гостиниц, расположенных на территории города Сочи, так как с 1 июля 2011 года осуществление деятельности по предоставлению гостиничных услуг без свидетельства о присвоении категории влечёт наложение административного штрафа. В России официальная система классификации гостиниц до 19 июля 2013 года регламентировалась приказом Минспорттуризма России, а после этой даты регламентацией приказами Минкульта.

### Классификация по типам

#### Пансион
Пансион (англ. Boarding House) — это свободная форма, характерная для зданий, которые при строительстве не планировались как гостиницы. Обычно это строение небольшой этажности, расположенное на тихой улице. Традиционный пансионат отличается небольшим количеством комнат, рассчитанных на проживание 10—20 человек (в редких случаях количество мест достигает 50). Чаще всего принадлежит одной семье или владелице, которая нанимает горничную или берёт себе компаньонку. В пансионах могут жить люди, которые по каким-либо причинам не хотят или не имеют возможности жить в собственном доме, квартире. Главное отличие пансиона от гостиницы — он, как правило, не попадает под категорию звёздности и по определению не обязан соответствовать этим стандартам.

#### Полупансион
Полупансио́ном (англ. bed & breakfast) является небольшой частный дом, хозяева которого сдают несколько спален, а также обеспечивают завтраком. В большинстве случаев такие дома являются маленькими особняками с индивидуальной планировкой и услугами. Как правило, постояльцы проводят в таких домах лишь ночи, проводя день за пределами дома. Цены в полупансионах разнятся: они могут быть и достаточно высокие (на уровне 4-звёздочной гостиницы), могут быть и умеренные, особенно если они являются широкой повсеместной практикой в данной местности (напр. Германия).

#### Мотель
Моте́ль (англ. motel, от motor hotel) — гостиница (обычно небольшая; расположена возле автострад), ориентированная на постояльцев, путешествующих на собственном автотранспорте, вход в номера которой осуществляется с улицы (с места парковки автомобиля). Как правило, мотели имеют всего один или два этажа, количество дополнительных услуг и типов номеров минимально, что соответствует низкой стоимости проживания. Для многих людей, особенно постоянно находящихся в разъездах на своих автомобилях, мотели удобны отсутствием долгих регистрационных формальностей, возможностью иметь свою машину на виду; прямой доступ с улицы в номер также является преимуществом для инвалидов.
К недостаткам мотелей относится их низкий уровень безопасности, а также минимальное обслуживание.

#### Мини-гостиница
Данный термин, как и гостиницы такого типа, очень распространен в Санкт-Петербурге. Легкость появления мини-гостиниц обусловлена наличием в прошлом большого количества коммунальных квартир в центре города.
Такие квартиры имели общую площадь от 120 до 600 м² (самый часто встречающийся формат от 200 до 300 метров). Такие размеры позволяют создать порядка 6-10 номеров со всеми удобствами; с маленькой кухней-кафе и ресепшеном. В таких гостиницах есть обслуживающий персонал, работающий 24 часа (администратор + горничная).
Основные недостатки: площадь номеров (иногда встречаются очень маленькие — до 10 м²), а также придомовая территория (иногда не ремонтированные подъезды, неаккуратный двор, отсутствие лифта).
Разновидностью мини-гостиниц можно считать Bed and breakfast.

#### Хостел
Хо́стел — это гостиница, предоставляющая путешественникам на короткий срок жильё, — как правило, спальное место в общем номере без дополнительных удобств (часто для молодёжи и студентов, привокзальные гостиницы для проезжающих). В таких номерах одновременно проживают несколько посторонних людей, что сближает хостелы с общежитиями. Хостелы востребованы любителями недорогих путешествий, поэтому они ориентируются главным образом на материально стеснённую молодёжь.
К недостаткам хостелов относятся необходимость совместного проживания с незнакомыми людьми, опасность краж.

#### Специализированные гостиницы
Помимо обычных гостиниц, расположенных вдоль наиболее оживлённых магистралей, а также рядом с туристическими достопримечательностями, существуют более специализированные:
курортные (расположены на пляжах, вблизи природных аттракционов);
бизнес-отели (расположены в центре крупных деловых городов, с обязательным наличием многофункциональных конференц-залов, апартаментов класса «люкс»), спа;
отели-казино и др.
Во многих странах распространены также так называемые gay-friendly — гостиницы, предоставляющие услуги для отдыха сексуальных меньшинств, где клиенты-гомосексуалы могут спокойно отдыхать, не боясь гомофобных реакций со стороны других клиентов или персонала.
В России также есть так называемые ведомственные гостиницы, которые прикреплены к различным правительственным и муниципальным структурам, а также к крупным предприятиям и компаниям, для расселения командированных.

#### Экзотические гостиницы
В Японии существуют капсульные отели, площадь «номеров» в которых не превышает нескольких квадратных метров.
В арктических регионах можно найти «ледовые гостиницы», построенные изо льда и снега.
В Дубае и США существуют подводные отели (см. гостиница под водой).

#### Апарт-отели и гостевые дома
Апарт-отели созданы по принципу квартир (апартаментов), но при этом у арендатора нет необходимости заключать договор с владельцем: постоялец может выписаться практически в любой момент. Система бронирования стандартна, как и в других отелях. Может применяться посуточная аренда апартаментов. По степени комфорта апарт-отели можно сравнить с домашними условиями, а цены в них гораздо ниже традиционных гостиниц. Всемирно известные бренды апарт-отелей: MaMasion, Staybridge Suites, Adagio. Приближённые к домашним условия проживания характерны для гостевого дома.

#### Разбросанный отель
Отель, который не является единичным блоком, а состоит из различных исторических зданий, находящихся в небольшом сообществе.

#### Отель без персонала
Отель, функционирующий при помощи автоматических устройств, без непосредственного контакта гостя и обслуживающего персонала.

### Гостиничные сети
Гостиничная сеть (цепь, англ. hotel chains) — это определённое количество гостиниц, пользующихся одним и тем же названием и фирменным знаком, имеющих определённые общие потребительские особенности и проводящих совместную маркетинговую деятельность. Предприятие, управляющее гостиничной цепью, может быть её владельцем или совладельцем, управлять ею либо осуществлять надзор за её деятельностью на основе используемых соглашений.
Международная гостинично-ресторанная ассоциация (англ. International Hotel & Restaurant Association) подразделяет гостиничные сети на три категории:
- гостиничные корпорации, владеющие многочисленными предприятиями;
- цепи независимых гостиничных компаний, которые объединяются для использования общей системы бронирования, концепции маркетинга, рекламы;
- компании, предоставляющие управленческие услуги.

Сами сети зачастую являются составной частью более крупных организаций — гостиничных групп, среди которых первое место занимает американская группа Cendant.
Процесс роста значения гостиничных сетей в мировом гостиничном бизнесе характеризуется существенным противоречием: с одной стороны, усиливают свои позиции международные гостиничные корпорации, с другой — во многих странах создаются и успешно функционируют собственные национальные гостиничные сети, которые конкурируют с международными гигантами. Создание национальных гостиничных сетей способно дать индустрии гостеприимства необходимый импульс для повышения эффективности управления и дальнейшего развития, так как появление сетевых гостиничных операторов позволяет применять, распространять высокие стандарты и технологии функционирования гостиниц на корпоративном уровне и, тем самым, добиваться повышения качества обслуживания и эффективности их деятельности.
Гостиницы могут объединяться разными способами. При вертикальной интеграции гостиничные корпорации стремятся иметь собственность в каждом из сегментов рынка — в люксовом, первоклассном и экономическом. В качестве примера можно привести сеть отелей Choice Hotels, где в классе люкс они известны под названием Clarion Inn, среди гостиниц среднего класса представлены Quality Inn, Quality Suites, бюджетный класс — Comfort Inn, Friendship Inn, Rodeway, а гостиницей экономичного класса является Sleep Inn.
Горизонтальная интеграция — вхождение гостиничных сетей в корпорации смежных отраслей. С тех пор как компания Pan American открыла в конце 1940-х годов первый из своих отелей Inter-Continental, некоторые другие авиакомпании тоже начали приобретать опыт горизонтальной интеграции, покупая отели и управляя ими. Такое развитие авиакомпаний, прежде занимавшихся только транспортировкой пассажиров часто на дальние расстояния, а теперь берущих на себя и обустройство между рейсами, представляется вполне естественным. Что они делают потом со своей новой собственностью, зависит от стратегических интересов компании. Например, Nikko Hotels давно является собственностью компании Japan Airlines, и она не собирается от них отказываться. А American Airlines и United Airlines продали свои доли в гостиничном бизнесе, по-видимому, в результате финансовых затруднений, которые они испытывают в последние годы.
Существует также деление гостиничных сетей на корпоративные и ассоциативные. Корпоративные гостиничные сети — это объединённые гостиничные предприятия, находящиеся в едином подчинении, соблюдающие единую систему стандартов, материально-технической базы и услуг (интегрированные сети). В то время как ассоциативные гостиничные сети — это временные объединения независимых самостоятельных гостиничных предприятий на договорной основе (гостиничные консорциумы).
Крупнейшие мировые гостиничные сети — Four Seasons Hotels and Resorts, Hilton Hotels & Resorts, Global Hyatt Corporation, Swissôtel Hotels & Resorts, InterContinental, Le Meridien, Ritz-Carlton, Huazhu Hotels Group.

## Гостиничные услуги

### Бронирование гостиничных номеров
Стоимость проживания в гостиницах зависит от множества факторов: её уровня, её месторасположения, сезона, дня недели, заполненности гостиницы, типа номера, этажа, вида из окна и др. Экономика многих гостиниц существенно зависит от соответствующего природного или туристического сезона. К ним чувствительны пляжные отели, горнолыжные курорты. Кроме того, надо обращать внимание, какие услуги включены в стоимость номера, а какие — предоставляются за дополнительную плату (напр., завтрак, пользование Интернетом, мини-баром и т. п.). Как следствие, гостиничные цены подвержены постоянным, ежедневным и даже почасовым изменениям.
Гостиницы, как правило, участвуют в общепринятой в каждой стране системе скидок (скидки большим тур-группам, пенсионерам, бизнесменам, членам различных ассоциаций), однако не всегда привязаны к ней в обязательном порядке. Небольшие гостиницы публикуют в газетах и различных каталогах собственные купоны-скидки. В большинстве случаев публичный прейскурант на номера отсутствует. Тем не менее с ценами можно приблизительно ознакомиться на веб-сайтах гостиниц и туристических порталов, где также указывается перечень услуг и даны подробные описания номеров.
Помимо наличных, в большинстве стран общепринятым средством оплаты являются кредитные карты. При этом следует иметь в виду, что некоторые отели, даже принимая оплату наличными, также требуют наличия карты, стремясь подстраховать себя от потерь в случае возможного ущерба номеру постояльцами или воровства.
Забронировать индивидуальный номер можно напрямую в гостинице, по телефону или через веб-сайт — её собственный, принадлежащий бренду данной гостиницы или подключённый к одной из систем, осуществляющей онлайн-бронирование. Расценки на общих туристических сайтах-порталах чаще более низкие, либо такие же, — если у таких порталов имеется договор с гостиницей.
Уровень цен, предлагаемый турфирмой-посредником обычно ниже уровня цен, устанавливаемого самой гостиницей. Это возможно потому, что турфирма-посредник обеспечивает большую загрузку гостиницы, которая в свою очередь получает много готовых заказов и существенно экономит на своей рекламе. Также это возможно в том случае если, турфирма-посредник, являясь крупным игроком на рынке, предварительно (за несколько месяцев) выкупает квоту номеров гостиницы на определённый период, — гостиница делает существенную скидку за гарантированную продажу своих номеров в этот период и уменьшение рисков по управлению своей номерной емкостью, а турфирма-посредник, чтобы продать уже выкупленные номера, старается установить цены ниже тех цен, по которым однотипные номера в этот же период продает сама гостиница. Однако стоит иметь в виду, что бронирование, осуществлённое через посредников более жёстко регламентировано существующей у него системой штрафов: например, в случае запоздалой отмены бронирования, гостиницы или фирмы-посредники вынуждены требовать обязательной оплаты полной стоимости номера или определённого процента.
Без бронирования, с ходу получить номер в гостинице зачастую бывает трудно, особенно если гостиница располагается в оживлённом районе, или день приходится на какие-то важные местные мероприятия, вызывающие непривычно высокий приток туристов.
При бронировании важно указывать некоторые особенности, такие как наличие домашних животных (некоторые отели категорически не принимают постояльцев с животными, некоторые — за отдельную плату), предпочтение номера для курящих/некурящих (современная тенденция крупных брендов ведёт к полной ликвидации номеров для курящих). В противном случае могут возникнуть сложности при регистрации в гостиницу, либо значительные штрафы (например, за курение, за незадекларированное домашнее животное).
Нередки случаи продажи большего количества номеров, чем имеется в наличии. Происходит это вследствие либо нескоординированной работы автоматических компьютерных систем бронирования, либо из-за неаккуратной работы самих служащих гостиниц (также, если гостиница не имеет автоматического обновления наличия свободных номеров на своём сайте, возможна такая же проблема). Поэтому рекомендуется связываться с гостиницей накануне прибытия, чтобы избежать подобных ситуаций, а также всегда иметь при себе номер бронирования. Номер отмены бронирования также рекомендуется хранить, чтобы его можно было предъявить в случае ошибочного снятия денег с карты (например, за «неприбытие»).

### Размещение
- Standard — стандартный номер
- Studio, студия — однокомнатный номер, больше стандартного
- Single — одноместный номер
- DBL — двухместный номер
  - Double — одна двуспальная кровать
  - Twin — две односпальные кровати
- Business — двухкомнатный номер, состоит из гостиной и спальни
- TRPL — трёхместный номер
- EXB — дополнительная кровать
- CH — с ребёнком (например 0-6 лет /до 12 /до 14)
- Superior — номер повышенной комфортности
- Villa — размещение в бунгало
- Family room — семейный номер (2-х или 3-комнатный)
- Main Building — комната, расположенная в главном здании
- Duplex — двухуровневый номер
- Junior Suite — номер улучшенной планировки (полулюкс)
- Suite, сюит — номер улучшенной планировки и категории (люкс)
- De Luxe — номера повышенной комфортности

Апартаменты, как правило, состоят из двух и более комнатных отделов. К апартаментам также относят одну крупную комнату, разделённую на спальню и гостиную.
«Президентские апартаменты», пентхаусы и прочие подобные номера класса люкс обеспечиваются максимальным набором услуг, включая полный бар, личную прислугу, индивидуально приготовленный обед и тому подобное.

### Обстановка и удобства
Стандартная обстановка номера обычно включает в себя кровать, платяной шкаф, небольшой стол и отдельную туалетную комнату с душем и нередко джакузи. Также в типичном случае на каждого гостя выдаются комплекты постельных принадлежностей, туалетных принадлежностей и полотенца. Большинство номеров гостиниц среднего класса комплектуются кондиционером, телефоном, телевизором, будильником, утюгом, гладильной доской, феном, кофеваркой, мини-холодильником или мини-баром. Всё более обыденным становится наличие доступа к беспроводной скоростной линии Интернета (бесплатно или за отдельную плату). Некоторые номера включают в себя небольшие кухни с плитой и набором посуды.

### Питание
Типы предоставления питания в гостиницах:
- OB (Only Bed, Только Кровать), RO (Room Only) — только размещение в гостинице, без питания.
- BB (Bed-n-Breakfast, Кровать-и-Завтрак) — режим питания, предполагающий завтраки в отеле проживания. Это может быть шведский стол или континентальный завтрак.
- HB (Half-Board, Полупансион) — режим 2-разового питания в отеле. Обычно это завтрак и ужин, но в некоторых отелях может быть завтрак и обед. Напитки за обедом и ужином обычно в стоимость не входят.
- FB (Full-Board, Полный пансион) — завтрак, обед, ужин.
- Al (All inclusive, Всё включено) — режим, включающий не только 3-разовое питание, но и дополнительные услуги, такие как лёгкий завтрак, закуски, лёгкий ужин. Напитки входят в стоимость (иногда это могут быть только напитки местного производства, а иностранные продаются за дополнительную плату).
- UAI (Ultra All inclusive, Ультра всё включено) — трёхразовое питание + алкогольные и безалкогольные напитки местного и импортного производства в неограниченном количестве в течение дня.

Само питание может осуществляться:
- по принципу «шведский стол» — большое количество блюд на выбор. Самообслуживание.
- A la carte (питание «по меню») — даётся возможность выбрать 2-3 блюда из предлагаемого меню. Как правило, предлагается на выбор закуска, основное меню и десерт.
- Континентальный завтрак — лёгкий завтрак, состоящий из кофе (чая), сока, булочки, масла и джема. Предлагается, как правило, в европейских городских отелях.
- Английский завтрак — полный завтрак, обычно включает в себя фруктовый сок, яичницу с ветчиной, тосты, масло, джем и кофе или чай.

### Другие услуги
Стандартной услугой обычно считается ежедневная уборка номера.
Гостиницы среднего класса, как правило, имеют бассейны, бизнес-центры, конференц-залы, прачечные для гостей, тренажёрные залы. Кроме этого, предоставляется ряд внешних услуг: обеспечение транспорта от и до вокзала или аэропорта для гостей, прибывающих самолётом или поездом (так называемый трансфер).
Связанные с гостиничными услугами профессии:
- отельер — общее управление гостиницей;
- портье — встреча в приёмной и руководство расселением прибывающих;
- горничная — уборка гостиничных номеров;
- носильщик — переноска багажа постояльцев до/из номера.
- консьерж — человек, который смотрит за комфортом гостей и всем тем чего они пожелают.
- шеф-повар — человек, который контролирует работу на кухне в ресторане.
- официант — человек, который обслуживает гостей в ресторане или в кафе.

Сервис является ключевым аспектом любой гостиницы. Для туриста гостиница временно заменяет его дом, поэтому он более придирчив и требователен к предоставляемым услугам. Чем больше гостиница, тем сложнее её структура обслуживания (в крупных отелях существуют свои отделы бронирования, регистрации, питания, технической поддержки, уборки, охраны, штат шофёров и т. д.). Поддерживать соответствующий уровень в каждодневном режиме позволяет строгая рабочая дисциплина, безоговорочное следование практическим правилам, а также постоянный контроль со стороны управляющих. Поэтому важно иметь профессиональный штат, осуществлять его постоянную поддержку и стимулирование, чтобы предотвратить притупление качества исполняемых обязанностей, возможность воровства и прочих незаконных действий. Известно, что благодаря временному, почти нигде не регистрируемому проживанию, преступники нередко используют гостиницы для различных махинаций, сбыта наркотиков (особенно в низкоуровневых гостиницах). Наличие казино, дискотек при гостинице любого уровня также привлекает криминальные элементы, в том числе задействованные в незаконной проституции. В условиях громадной конкуренции, гостиницы, где уровню обслуживания и пресечению деятельности криминальных элементов недостаточно уделяется внимание, быстро теряют клиентуру и переходят в разряд классом ниже, из которого затем трудно подняться. Соответственно, минимальная конкуренция (малое количество гостиниц при постоянном спросе) сказывается на сервисе наихудшим образом.